# Mukluk Lookout
Mukluk Lookout är en bergstopp i Antarktis. Den ligger i Östantarktis. Australien gör anspråk på området. Toppen på Mukluk Lookout är 999 meter över havet.
Terrängen runt Mukluk Lookout är platt åt nordost, men åt sydväst är den kuperad. Trakten är obefolkad. Det finns inga samhällen i närheten.